# Цай Э
Цай Э (кит. трад. 蔡鍔, упр. 蔡锷, пиньинь Cài È; 18 декабря 1882 — 8 ноября 1916) — китайский революционный лидер.
Родился под именем Цай Гэньинь, его второе имя — Сунпо. Цай стал влиятельным милитаристом в Юньнани, и наибольшую известность приобрёл в Войне в защиту республики против Юань Шикая.

## Биография

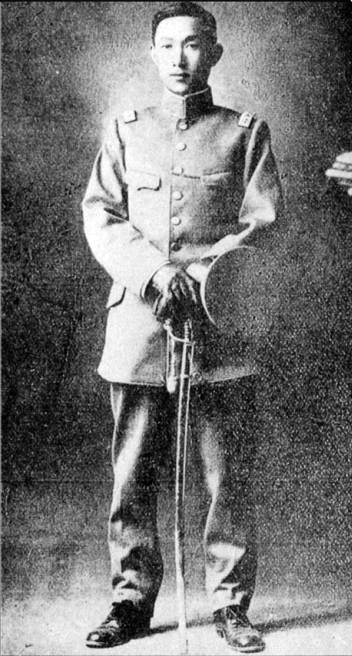
Цай Э

Родился в 1882 году на территории Уганской области Баоцинской управы (сейчас это место находится на территории уезда Дэнкоу городского округа Шаоян) провинции Хунань.

### Начало карьеры

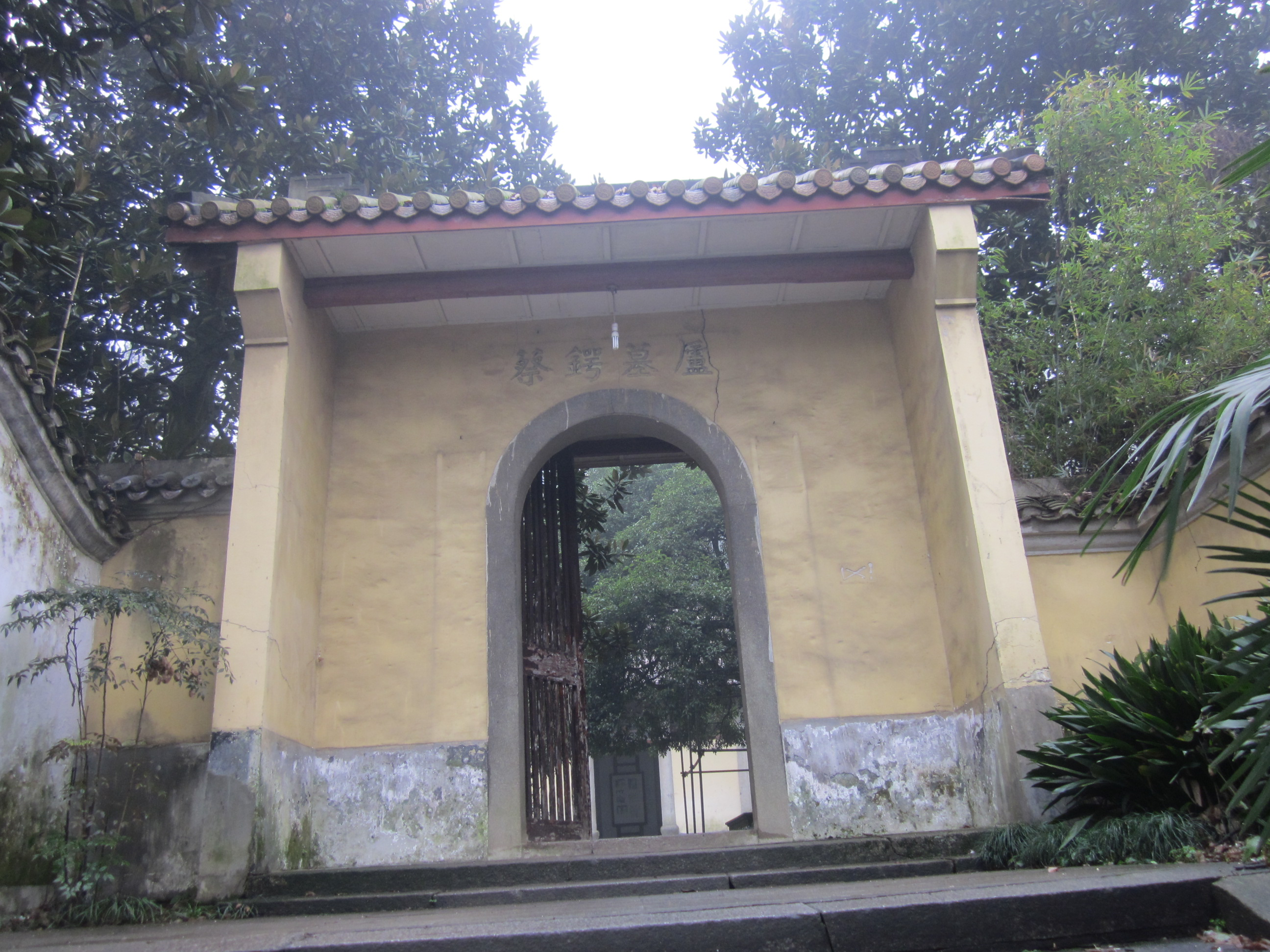
Мемориальный дом Цай Э в Хунани

Цай обучался в престижном и современном Хунаньском университете, где его учителями были, в частности, Лян Цичао и Тан Цайчан, и в 1899 отправился на дальнейшее обучение в Японию. В 1900 году, в возрасте 18 лет, Цай вернулся в Китай и принял участие в восстании против Цинской династии, которое возглавил Тан Цайчан. Однако, восстание было подавлено, и Цай вернулся в Японию. После этого он получил образование в Военной академии Императорской армии Японии.
Затем он вернулся в Гуанси, где основал военную академию, а также вступил в партию Тунмэнхой — революционную организацию, желавшую свергнуть династию Цин. В 1910 он был направлен в Юньнань, чтобы командовать 37-й бригадой Новой армии и преподавать в военной академии в Куньмине. Одним из его учеников стал Чжу Дэ.
В 1911 году, в начале Синьхайской революции выступил на стороне революционеров и с помощью подконтрольной ему 37-й бригады занял Куньмин. После революции до 1913 года был губернатором Юньнани, после чего был смещён в пользу Тана Цзияо. За это время он заслужил репутацию твёрдого сторонника демократии

### СопротивлениеЮань Шикаю
В 1915 году, когда президент Китайской Республики Юань Шикай объявил о своих планах провозгласить себя императором, Цай организовал Войска защиты Родины и выступил против Юаня в защиту республики.
12 декабря Юань провозгласил себя императором, что привело к массовому недовольству, а 23 декабря Цай потребовал от Юаня сложить полномочия в течение двух дней, а в противном случае угрожал провозгласить независимость. Юань не принял ультиматум, и началась Война в защиту республики, где на стороне республики выступили провинции Юньнань и Гуйчжоу. Цай достиг значительных успехов, и на его сторону переходило всё больше провинций. В конце концов, 20 марта 1916 года Юань был вынужден отречься от престола, а 6 июня 1916 года умер. Однако сам Цай заразился туберкулёзом, и, отправившись на лечение в Японию, умер вскоре после прибытия.

## Наследие
Цай Э вошел в историю не только как защитник республики. Им также вдохновлялся Чжу Дэ, один из его учеников и один из наиболее успешных командиров Красной армии Китая, а потом НОАК.

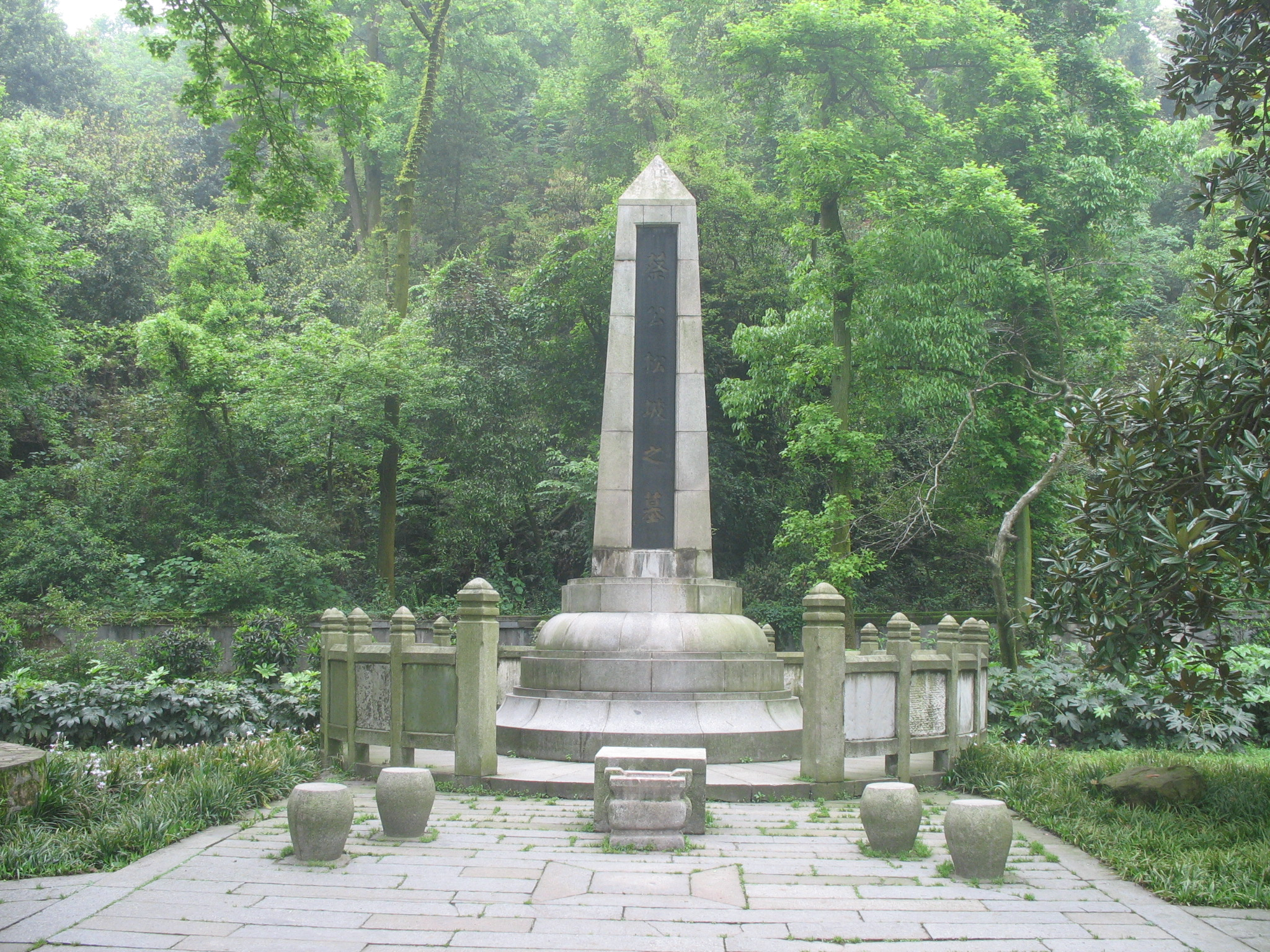
Могила Цай Э в Хунани